# Thomas Garth
Pour les articles homonymes, voir Garth.
Thomas Garth (1744-1829) était un officier de l'armée britannique et chef écuyer du roi George III du Royaume-Uni. Il était le fils du politicien John Garth (en) et de Rebecca, fille de John Brompton et petite-fille de Richard Raynsford (en), juge et homme politique. Il fut suspecté d'être le père d'un enfant illégitime né en 1800, également appelé Thomas, dont la mère aurait été selon la rumeur la princesse Sophie du Royaume-Uni, l'une des filles de George III. Cette hypothèse est contestée par Anthony Camp dans son ouvrage Royal Mistresses and Bastards (Londres, 2007, pages 313–323). Garth acheta la maison Ilsington à Puddletown, qui était souvent visitée par la famille royale lors de ses déplacements à Weymouth.